# Gregor Stegnar
Gregor Stegnar (ur. 1976) – słoweński strongman.
Obecnie najlepszy słoweński siłacz. Mistrz Słowenii Strongman w latach 2005, 2007 i 2008.
Wymiary:
- wzrost 185 cm
- waga 138 kg

## Osiągnięcia strongman
- 2005
  - 1. miejsce - Mistrzostwa Słowenii Strongman
- 2006
  - 3. miejsce - Mistrzostwa Słowenii Strongman
- 2007
  - 8. miejsce - Mistrzostwa Europy Centralnej Strongman w Parach 2007
  - 1. miejsce - Mistrzostwa Słowenii Strongman
- 2008
  - 6. miejsce - Puchar Europy Strongman Harlem 2008
  - 5. miejsce - Mistrzostwa Europy Centralnej Strongman w Parach 2008
  - 1. miejsce - Mistrzostwa Słowenii Strongman
- 2010
  - 7. miejsce - Mistrzostwa Europy Strongman 2010